# 司馬沖
司馬冲（311年—341年8月28日），字道让。晉朝宗室，晉元帝司馬睿之子。

## 生平
晋元帝以东海王司马越世子司马毗没于石勒，不知生死，以司马冲继司马毗后，称东海世子，以毗陵郡增本封邑万户，又改食邑为下邳郡、兰陵郡，以司马越王妃裴氏为太妃，拜为长水校尉。高选僚佐，以沛国刘耽为司马，颍川庾怿为功曹，吴郡顾和为主簿。永昌初年，迁中军将军，加散骑常侍。及东海太妃去世时，以司马毗的名义发丧。司马冲即王位，以荥阳益东海国，转车骑将军，徙骠骑将军。咸康七年八月辛酉日去世，年三十一岁，赠侍中、骠骑大将军、仪同三司，无子。
晋成帝驾崩前，下诏：“哀王无嗣，国统将绝，朕所哀怛。其以小晚生奕继哀王为东海王。”以道路遥远，罢荥阳郡，更以临川郡益东海。及晋哀帝以琅邪王即位，改司马奕为琅邪王，东海国阙，无嗣。司马奕即位，被桓温所废，复为东海王，既而贬为海西公，东海国又阙嗣。隆安三年，晋安帝诏以会稽忠王司马元显次子司马彦璋为东海王，继司马冲为曾孙，改食吴兴郡，司马彦璋为桓玄所害，国除。

## 家庭
生母石婕妤，本是琅琊王司马睿妾室。晋怀帝永嘉五年（311年），石氏为司马睿生子司马冲。司马睿称帝後，册封石氏为婕妤。